# Lothar Schlegel (Geistlicher)
Lothar Hans Peter Schlegel (* 8. Juni 1941 in Freimarkt im Ermland) ist ein deutscher katholischer Geistlicher sowie ein ehemaliger apostolischer Visitator und Domkapitular.

## Leben
Lothar Schlegel wurde 1941 in Freimarkt (heute Wolnica) im Kreis Heilsberg als Sohn der Eheleute Johannes Schlegel und Lucia Schlegel, geborene Wölke, geboren. Im Zuge der Flucht und Vertreibung Deutscher aus Osteuropa 1945 kam die Familie nach Westfalen und lebte in der Kirchengemeinde St. Lambertus in Castrop-Rauxel. Nach dem Abitur 1962 studierte Lothar Schlegel Theologie in Paderborn und an der Westfälischen Wilhelms-Universität in Münster. Im September 1968 weihte Erzbischof Lorenz Kardinal Jäger ihn in Paderborn zum Priester. Im Jahr 1971 wurde er Gymnasiallehrer für katholische Religionslehre und Sozialwissenschaften am Otto-Hahn-Gymnasium in Herne, zuletzt wirkte er dort als Oberstudienrat. Lothar Schlegel wurde 1992 an der Universität Münster zum Doktor der Philosophie promoviert. In seiner Doktordissertation befasste er sich mit der Urteilstheorie des Königsberger Philosophieprofessors Friedrich Ueberweg.
Ab 1990 gehörte Schlegel dem Konsistorium Ermland an, das in der Nachfolge des ermländischen Domkapitels steht. Ab 1994 war er Prodekan des Konsistoriums. Ab 1998 gehörte er dem Vorstand der Bischof-Maximilian-Kaller-Stiftung an.
Im Jahr 2000 wurde Lothar Schlegel zum apostolischen Visitator für die Ermländer ernannt. Ab 2010 war er auch für die Herkunftsgebiete Danzig und die Freie Prälatur Schneidemühl zuständig. Zum 4. Oktober 2011 wurde er altersbedingt von seinem Amt entpflichtet. Das Amt blieb vakant. 2013 teilte die Deutsche Bischofskonferenz schließlich mit, dass sie keinen Visitator für Ermland, Danzig und Schneidemühl mehr ernennen wolle. Ende 2016 wurden alle Visitatoren vom Vatikan aus ersatzlos gestrichen.
Im August 2013 wurde Schlegel in seine neue Aufgabe als Subsidiar der Kirchengemeinde St. Lambertus in Castrop-Rauxel eingeführt.

## Ehrungen
- 1998 ernannte der ermländische Bischof Edmund Piszcz Lothar Schlegel zum Ehrendomherrn am Frauenburger Dom.
- 2002 wurde Schlegel zum Päpstlichen Ehrenkaplan mit dem Titel Monsignore ernannt.

## Schriften
- Urteilstheorie bei Friedrich Ueberweg (= Hochschulschriften, Band 34). (zugleich Dissertation Universität Münster (Westfalen) 1992). Lit Verlag, Münster 1992, ISBN 3-89473-329-2.
- Menschen in zerbrechenden Welten. Fundamentalpastorale und historische Analysen zur Arbeit mit Vertriebenen aus dem Ermland nach 1945 (= Beiträge zu Theologie, Kirche und Gesellschaft im 20. Jahrhundert, Band 29). Lit Verlag, Münster 2017, ISBN 978-3-643-13706-7.